# Pegu
Pegu (birm. ပဲခူးမြို့ /bəɡó mjo̰/, mon ဗဂေါ /həkɜ̀/, ang. Bago, hist. Hanthawaddy) – miasto w środkowej Mjanmie (Birmie), w prowincji Pegu, 80 km na północny wschód od Rangunu.
Liczba mieszkańców: 284 tys. (2012) – czwarte co do wielkości miasto kraju.

## Toponimia
Obecna nazwa miasta pochodzi od mońskiego słowa bagow (piękny). Klasyczna nazwa w języku pali to Hamsavati (pol. Miasto Hamsy). Hamsa to gatunek kaczki (kazarka rdzawa) migrującej co roku na zimę z Himalajów do Indii i Birmy. Od tej nazwy pochodzi historyczna nazwa miasta – Hanthawaddy. Została ona nadana miastu prawdopodobnie w XIV w. Wcześniejsze nazwy nie są znane.

## Gospodarka
W mieście rozwinął się przemysł metalowy, drzewny, spożywczy, włókienniczy oraz rzemieślniczy.

## Geografia
| \| I \| II \| III \| IV \| V \| VI \| VII \| VIII \| IX \| X \| XI \| XII \| \| 0.1 88 63 \| 0.1 93 63 \| 0.2 97 70 \| 1.1 100 73 \| 13 93 77 \| 45 86 75 \| 30 84 75 \| 31 84 75 \| 19 86 75 \| 8.8 90 75 \| 1.5 90 72 \| 0.5 88 64 \| \| Temperatury w °F Opad całkowity w calach \| \| \| \| \| \| \| \| \| \| \| \| |           |           |            |          |          |          |          |          |           |           |           |
| I | II        | III       | IV         | V        | VI       | VII      | VIII     | IX       | X         | XI        | XII       |
| 0.1 88 63 | 0.1 93 63 | 0.2 97 70 | 1.1 100 73 | 13 93 77 | 45 86 75 | 30 84 75 | 31 84 75 | 19 86 75 | 8.8 90 75 | 1.5 90 72 | 0.5 88 64 |
| Temperatury w °F Opad całkowity w calach |           |           |            |          |          |          |          |          |           |           |           |

| I                                        | II        | III       | IV         | V        | VI       | VII      | VIII     | IX       | X         | XI        | XII       |
| 0.1 88 63                                | 0.1 93 63 | 0.2 97 70 | 1.1 100 73 | 13 93 77 | 45 86 75 | 30 84 75 | 31 84 75 | 19 86 75 | 8.8 90 75 | 1.5 90 72 | 0.5 88 64 |
| Temperatury w °F Opad całkowity w calach |           |           |            |          |          |          |          |          |           |           |           |

Pegu położone jest w Dolnej Birmie, w prowincji Pegu, której jest stolicą, nad rzeką Pègu. Według klasyfikacji Köppena-Geigera w Pegu panuje klimat tropikalny monsunowy (Am). Pora deszczowa, z obfitymi opadami, trwa od maja do października, a pora sucha od listopada do kwietnia. Średnie temperatury wykazują niewielką zmienność w ciągu roku. Średnia temperatura roczna wynosi 27 °C, a średni roczny opad deszczu 3810 mm.
W mieście rozgałęzia się linia kolejowa prowadząca z Rangunu do Mandalaj na północy oraz do Mulmejn i Tawè na południu. Planowane jest (na rok 2018) wybudowanie w pobliżu Pegu nowego międzynarodowego portu lotniczego – Hanthawaddy International Airport .

## Legenda
Na mit związany z założeniem miasta składają się trzy tematy, które rozwijane były prawdopodobnie jako niezależne opowieści, a następnie ok. 1825 r. powiązane ze sobą w kronice Lik Amin Asah. Istnieje wiele odmian każdej z części legendy.
Pierwsza część legendy opowiada, że kiedy Budda przelatywał nad Birmą zauważył parę kaczek hamsa odpoczywających na niewielkiej łasze piasku wyłaniającej się z oceanu. Powierzchnia lądu miała być taka mała, że jedna kaczka (samica) spoczywała na drugiej (samcu). Wygłosił on wówczas przepowiednię, iż w przyszłości ta maleńka wysepka zamieni się w wielkie miasto Hamsavati. Miejsce, na którym odpoczywały ptaki odpowiada dzisiejszemu świętemu wzgórzu Hintha Gon znajdującemu się na wschód od pagody Szwemodo i połączonemu z nią zadaszonym chodnikiem.
Drugi z wątków legendy poświęcony jest roszczeniom różnych grup etnicznych do władania miastem. Kaczki odpoczywające na małe wysepce mieli dostrzec przepływający nieopodal indyjscy żeglarze i o swoim odkryciu poinformowali oni władcę Widźajanagaru. Jego guru opowiedział mu o proroctwie Buddy. Chcąc stać się władcą przyszłego potężnego miasta, król wysłał na wyspę żeglarzy, którzy umieścili na niej okuty żelazem kamienny słup pokryty inskrypcjami mający zaświadczać o jego pierwszeństwie do rządów nad przyszłą metropolią. Dowiedziawszy się o tym jakiś czas potem, Birmańczycy wybrali się na wyspę, gdzie zakopali pod kamiennym słupem dziewięć koszy fasoli zyskując w ten sposób silniejsze uzasadnienie dla swoich praw do przyszłego miasta. Monowie przybyli na wyspę jako ostatni, ale pod kamieniem króla Widźajanagaru i koszami z fasolą Birmańczyków umieścili potajemnie swój własny złoty słup. Wyczyn ten był możliwy dzięki pomocy władcy natów Thagyamina. Dzięki takiemu podstępowi Monowie zyskali największe prawa do rządów w Hanthawaddy. Liczne wersje legendy różnią się rodzajem przedmiotów zakopywanych na wyspie: np. malowidła na ścianach świątyni znajdującej się na wzgórzu Hintha Gon przedstawiają indyjskich żeglarzy zakopujących złote tace oraz Monów ukrywających złote sierpy.
Ostatnia część legendy opowiada o władzy przez pochodzących z Thatôn dwóch pierwszych mitycznych władców Hanthawaddy, braci Samalę i Wisalę. Żona króla Samali, która urodziła się z dyni i była wychowywana na wsi przez parę Karenów, miała z nim syna Asaha. Wimala, którego posłano do szkół, po powrocie do Pegu zabił brata, a księcia Asaha wygnał do lasu, gdzie był on wychowywany przez samicę bawoła i jej stado. W międzyczasie niezadowoleni z obrotu rzeczy Hindusi zebrali armię demonów i zaatakowali miasto, by odzyskać nad nim władzę, ale zostali pokonani przez Asaha. Po uratowaniu miasta Wimala poprosił Asaha o powrót i objęcie tronu, na co ten wyraził zgodę. Jakiś czas później indyjska armia demonów ponownie zaatakowała Prgu i, by ocalić miasto, Asah zmuszony był złożyć rytualną ofiarę ze swej przybranej matki-bawolicy. Matka Asoha czczona jest jako jeden z najważniejszych lokalnych natów pod imieniem Bago Medaw.
Istnieje też alternatywna wersja legendy założycielskiej Pegu, która nie wspomina nic o kaczkach hamsa. Została ona zapisana na dzwonie znajdującym się w obrębie kompleksu świątyni Szwemodo. Dzwon ten został zrabowany przez Brytyjczyków podczas II wojny brytyjsko-birmańskiej i wywieziony do Kolkaty. W 1957 r. został on zwrócony Birmie i obecnie znajduje się w Muzeum Narodowym w Rangunie.

## Historia
Miasto zostało założone w VI lub IX wieku po Chr. Pierwsza historyczna wzmianka na temat miasta pochodzi z połowy IX w. i znalazła się dziele perskiego geografa Ibn Khurrdãhbicha, który wymienia je pod nazwą Ramaññadesa. W tym okresie teren Dolnej Birmy zamieszkiwali głównie Monowie – etnicznie i językowo odlegli od Bamarów z północy i przewyższający ich poziomem rozwoju kultury. Co również istotne, religią Monów, a więc i mieszkańców Pegu, był buddyzm therawady, podczas gdy Birmańczycy wyznawali buddyzm ari z silnymi wpływami animizmu, hinduizmu i buddyzmu mahajany.
Pod koniec XI w. Dolna Birma wraz z Pegu na przeciąg dwóch wieków dostała się pod panowanie birmańskiego Imperium Paganu. Upadek imperium Paganu pod koniec XIII w. umożliwił powstanie na terenie Dolnej Birmy mońskiego królestwa Hanthawaddy. Jego panujący w drugiej połowie XIV w. król, Binnya U, przeniósł w 1369 r. do Pegu stolicę królestwa. Największy rozkwit miasta przypadł na lata panowania (1470-1492) króla Dhammazediego. Kupcy z Pegu handlowali z kupcami znad całego Oceanu Indyjskiego napełniając królewski skarbiec złotem, srebrem, jedwabiem, korzeniami oraz wszelkimi innymi przedmiotami wczesnego handlu nowożytnego. Królestwo zasłynęło także jako centrum buddyzmu therawady. Ustanowiło ono silne więzi ze Sri Lanką i rozpoczęło reformy, które objęły później cały kraj. W Pegu odbywały się masowe ceremonie ponownego wyświęcania mnichów przez wysłanych wcześniej na Sri Lankę w celu otrzymania właściwych święceń 22 therawadyjskich duchownych. W 1476 r. Dhammazedi zlecił wybudowanie Kalyani Sima – pierwszej w Mjanmie dużej sali przeznaczonej specjalnie do przeprowadzania obrzędów święceń. Zachowało się w niej dziesięć oryginalnych kamiennych słupów z wyrytymi tekstami związanymi z tą ceremonią. Ze względu na pełnioną przez Pegu rolę ważnego ośrodka handlowego, osiedlało się w nim wielu kupców, w tym także z Europy (zwłaszcza Portugalczycy).

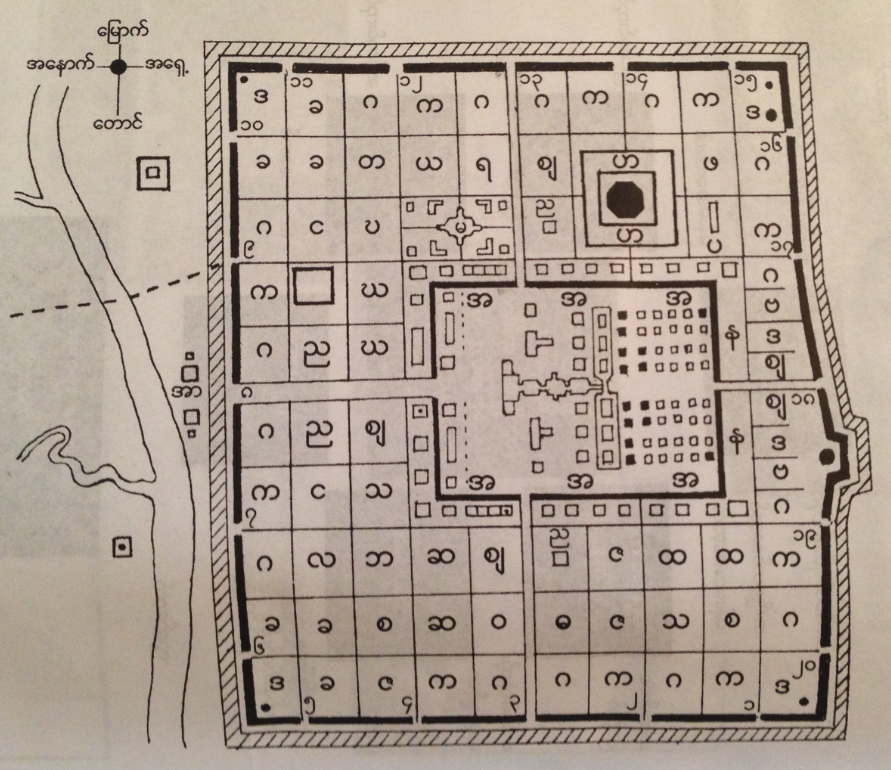
Plan miasta Pegu, 1568

W 1539 r., gdy królem był Takayutpi, wojska birmańskiej dynastii Taungngu zdobyły miasto kończąc z niezależnością królestwa Hanthawaddy i przejmując ponownie kontrolę nad Dolną Birmą. Najeźdźcy przenieśli w tym samym roku swoją stolicę z Taungngu do Pegu. To w tym mieście król Taungngu Tabinshwehti koronował się na króla całej Birmy. Na krótko, po śmierci Tabinshwehtiego w 1550 r. Pegu wyrwało się spod władzy Birmańczyków, jednak już w marcu 1552 r. Bayinnaung zajął je ponownie. Król zlecił budowę nowego pałacu, który gotowy był w 1553 r. W następnym roku odbyła się tam jego koronacja. W 1564 doszło w Pegu do rewolty mońskiego chłopstwa, do którego dołączyło około 20 000 syjamskich i szańskich jeńców wojennych. Buntownicy spalili miasto, a dzieła zniszczenia dopełniło mające miejsce wkrótce potem silne trzęsienie ziemi. Bayinnaung zdecydował się na odbudowę całego miasta wraz z kompleksem pałacowym. Nowa stolica została wybudowana na planie kwadratu o boku dł. 2,4  km i otoczona fosą, z pływającymi w niej krokodylami, oraz grubym ceglanym murem. Miała 20 bram, z których każda otrzymała nazwę odpowiadającą siedzibie wasala, który ją wybudował. W 1567 r. miasto nawiedziła potężna klęska głodu wywołana brakiem siły roboczej do uprawy ryżowisk z powodu ciągłych kampanii wojennych króla. Pod rządami jego syna, Nandy Bayina, miasto zaczęło popadać w ruinę na skutek nadmiernej rozrzutności i kolejnych przegranych kampanii króla. W 1598 r. miasto było oblegane przez wojska syjamskie, a w 1596 doświadczyło kolejnej klęski głodu. 19 grudnia 1599 Nanda poddał się połączonym siłom miasta Taungngu, Arakanu oraz portugalskich najemników pod wodzą Felipe de Brito e Nicote – miasto zostało przez Arakańczyków całkowicie spalone, a ludność uprowadzona. Stolicę królestwa przeniesiono do Ava. Od końca XVI w. problemem miasta stało się zamulenie rzeki Pègu, które utrudniało znacznie dostawę ładunków ze związanego z nim portu morskiego w Taninthayi. Powodowało to przenoszenie się aktywności ekonomicznej z miasta do położonych znacznie bliżej morza Taninthayi i Martabanu. Z tego powodu władcy miasta zabiegali o współpracę z ówczesnymi potęgami handlowymi regionu Oceanu Indyjskiego. W 1627 swoje faktorie otworzyły w Pegu Angielska Kompania Wschodnioindyjska oraz Holenderska Kompania Wschodnioindyjska, jednak w 1677 r. wycofały się one z powodu niestabilności politycznej i niskiej dochodowości. Dzięki królowi Anaukpetlunowi, który zdecydował o jego odbudowie, w 1613 r. Pegu stało się ponownie stolicą Birmy. Jednak niedługo potem, w 1635 r., król Thalun ponownie przeniósł stolicę do Ava, ze względu na jej znacznie dogodniejsze położenie militarne.
W ciągu następnego stulecia następowała stopniowa odbudowa mońskiej populacji Dolnej Birmy. W 1740 r. Monowie podnieśli bunt i usunęli Birmańczyków z tego regionu. Powstało Odrodzone Królestwo Hanthawaddy, którego stolicą stało się Pegu. Nowe państwo nie okazało się jednak trwałe – zostało podbite przez króla Alaungpayę z nowej birmańskiej dynastii Konbaung. Pegu zostało zdobyte 2 maja 1757 r. Miasto zostało splądrowane, ponownie zburzone, część jego mieszkańców zamordowano, a pozostałych sprzedano jako niewolników. Lata wojen i kolejne klęski wyludniły miasto – w 1795 r. liczyło mniej niż 6000 mieszkańców. Syn Alaungpayi, Bodawpaya, zamierzał odbudować Pegu, jednak zamiar ten nie powiódł się. Przestrzegał on jednak tradycji buddyjskich królów dbając o jego świątynie, ozdabiając je nowymi hti i przebudowując – między innymi w 1796 r. podwyższył on o 4 metry pagodę Szwemodo.
Podczas II wojny brytyjsko-birmańskiej Anglicy zajęli całą Dolną Birmę, a 20 stycznia 1853 r. formalnie anektowali Pegu, które stało się faktyczną stolicą ich birmańskich posiadłości. Dziesięć lat później, po włączeniu brytyjskiej Birmy w skład Indii Brytyjskich stolica kolonii została przeniesiona do Rangunu. Jednak Pegu przeżywało ożywienie gospodarcze – ze względu na bliskość lasów Brytyjczycy uczynili z miasta centrum eksportu drewna tekowego. W 1930 miasto zostało poważnie zniszczone przez silne trzęsienie ziemi, jakie wystąpiło w dolnej Birmie. Odbudowa zajęła kolejnych 25 lat. Podczas II wojny światowej, w marcu 1942 r. Pegu zajęli Japończycy. 2 maja 1945 w pobliżu miasta rozegrała się bitwa poprzedzająca bezpośrednio zdobycie Rangunu. Z tego okresu pozostał cmentarz wojenny w Htaukkyan, przy drodze prowadzącej z Rangunu do Pegu, na którym spoczęło 27 000 żołnierzy Sprzymierzonych.
Po odzyskaniu przez Mjanmę niepodległości w 1948 r. tereny wokół miasta były świadkiem wojny partyzanckiej toczonej z armią głównie przez komunistów i oddziały Karenów. W latach 1962–1988 było ono całkowicie zamknięte dla obcokrajowców.

## Zabytki
Pomimo spadku znaczenia Pegu, miasto to nadal jest jednym z centrów birmańskiego buddyzmu. Wiele budowli sakralnych pochodzących z XV i XVI w. przetrwało, choć były wielokrotnie przebudowywane i odbudowywane.

### Pagoda Szwemodo

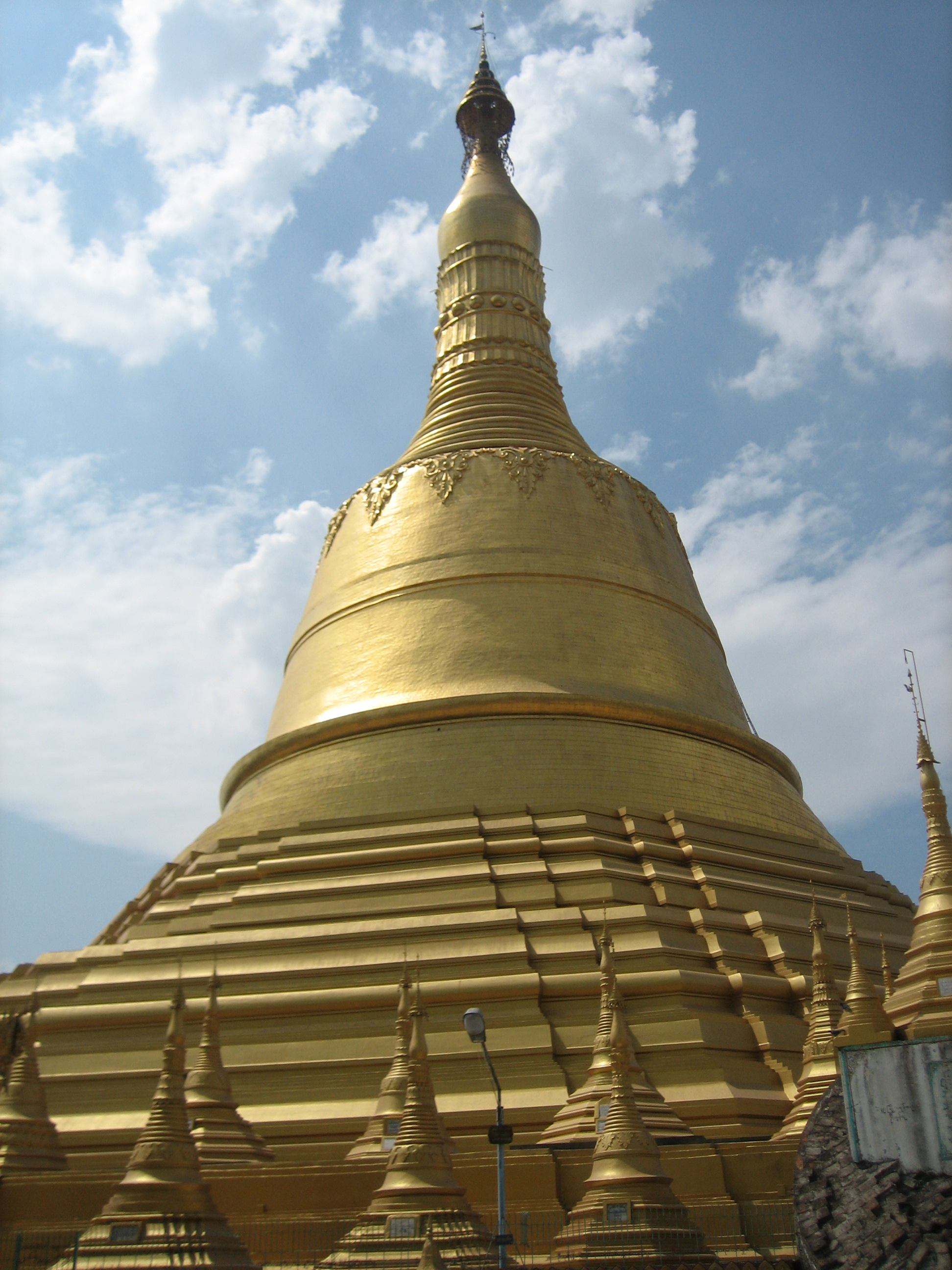
Pagoda Szwemodo

Szwemodo (birm. ရွှေမောဓော ဘုရား /ʃwè mɔ̀dɔ́ pʰəjá/; mon ကျာ်မုဟ်တ /tɕaɪʔmṵtú/) należy do najświętszych miejsc Dolnej Birmy. Mając 114 m przewyższa o 16 m Szwedagon i jest najwyższą stupą w Mjanmie. Wybudowana została nie później niż w XIV w. Według najstarszej, mońskiej legendy uczeń Buddy i brat króla Thatôn w poprzednim życiu, Gavampati, miał podarować władcy relikwię zęba Buddy, która w cudowny sposób uległa rozmnożeniu do liczby 33. Każdy z zębów został umieszczony w oddzielnej kamiennej stupie, jednak z biegiem lat popadły one w ruinę. Po wielu wiekach dwóch mnichów, Sona i Uttara, odkryło zapomniane stupy i przeniosło zawarte w nich relikwie do innych miejsc. Jeden z zębów miał trafić do Szwemodo. Liczne późniejsze legendy mnożą liczbę relikwii i dodają kolejne ich rodzaje – stupa ma skrywać między innymi od 2 do 9 włosów Buddy. Legendarnymi budowniczymi stupy mieli być dwaj bracia-kupcy Maha Salla i Culla Salla, którzy umieścili w niej dwa włosy podarowane przez Buddę.
Zarówno legendy, jak i źródła historyczne twierdzą, że pagoda była rozbudowywana (w tym też podwyższana) przez kolejnych władców. Obdarowywali też oni Szwemodo skarbami, a król Bayinnaung ufundował bibliotekę. Wielokrotnie też była burzona przez kataklizmy naturalne i spowodowane ludzką ręką, dzieląc losy Pegu. Podczas trzęsienia ziemi w 1917 r. od konstrukcji oderwał się olbrzymi ceglany fragment, który można oglądać do dziś wbudowany w platformę. Po tej katastrofie wybuchły zażarte dyskusje, czy należy pagodę jedynie odbudować, czy też przebudować i powiększyć. Zanim osiągnięto porozumienie, w 1930 r. doszło do ostatniego silnego trzęsienia ziemi, które niemal zrównało pagodę z ziemią – odbudowę przeprowadzono dopiero w latach 50. Wieńczące iglicę stupy hti wysadzane jest diamentami, a jej powierzchnię pokrywa 1,5 t złota. Na terenie kompleksu pagody znajduje się muzeum, w którym umieszczono obiekty znalezione podczas renowacji pagody oraz wykopalisk prowadzonych w Pegu i okolicy. Wśród nich są terakotowe płytki wotywne i płaskorzeźby dowodzące wysokiego poziomu rzemiosła artystycznego Monów w pierwszym tysiącleciu po Chr.
Festiwal pagody odbywa się na przełomie marca i kwietnia.

### Pagoda Mahazedi

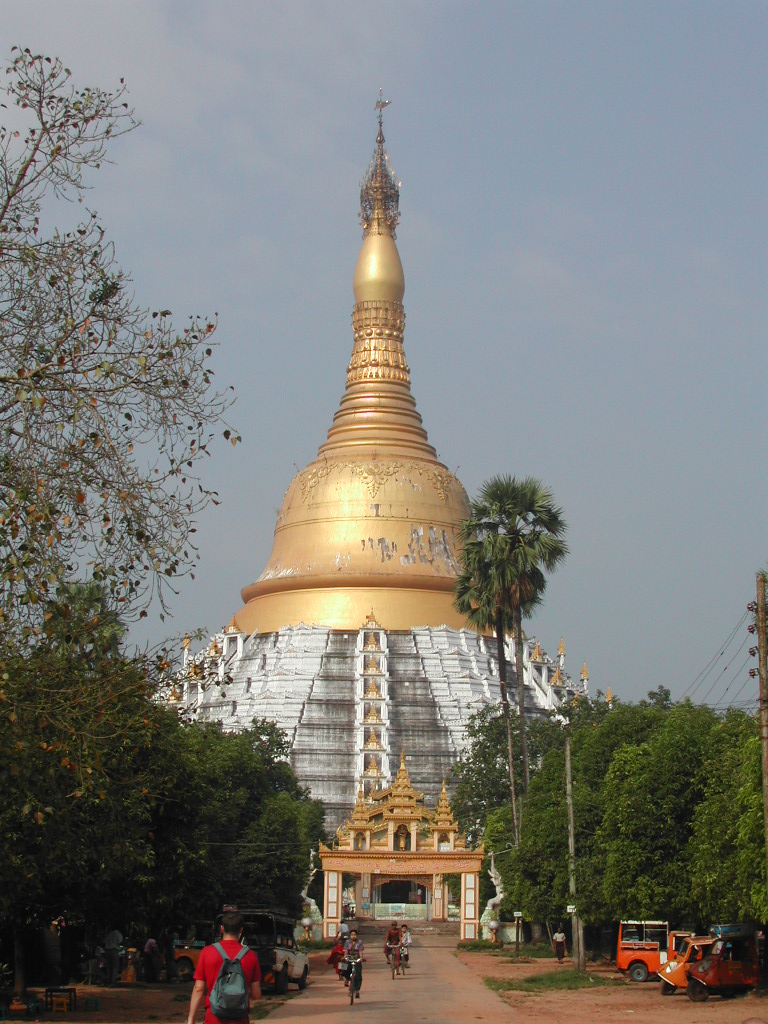
Pagoda Mahazedi

Pagoda Mahazedi (birm. မဟာစေတီဘုရား /məhà zèdì pʰəjá/, pol. Wielka Stupa) została wybudowana na polecenia króla Bayinnaunga w roku 1560. W 1576 r. stała się ona przybytkiem relikwii Zęba Buddy z Kandy. Prawdopodobnie była to jedynie kopia relikwii. Została ona w późniejszych latach przeniesiona przez Birmańczyków do Taungngu, by ostatecznie trafić do pagody Kaunghmundaw w Sikongu. Pagoda została poważnie uszkodzona po zdobyciu Pegu przez wojska Alaungpayi w 1757 r., a dzieła zniszczenia dokończyło trzęsienie ziemi z 1930 r. Odbudowę świątyni po tym kataklizmie rozpoczęto dopiero w latach 50., a zakończono w 1982 r. Charakterystyczne dla tej stupy są wysokie tarasy stanowiące jej podstawę. Z czterech stron wybudowano strome schody, które prowadzą na najwyższy z tarasów. W jej bezpośrednim sąsiedztwie znalazła miejsce miniaturowa kopia świątyni Ananda z Paganu.

### Posąg Buddy Shwethalyaung

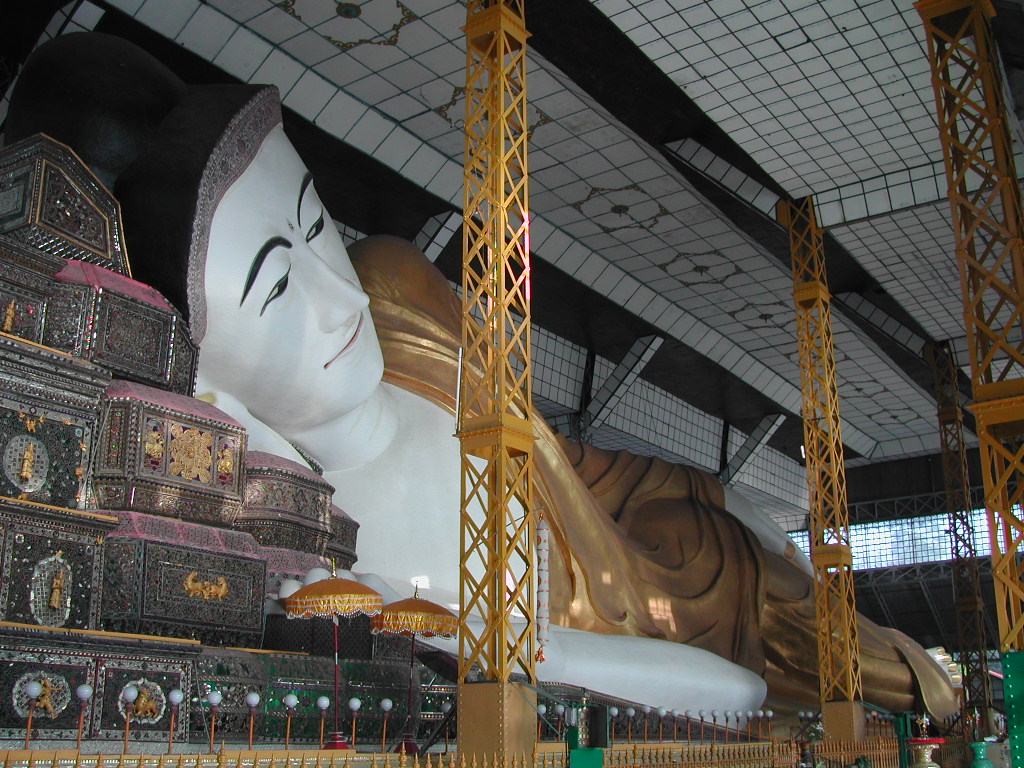
Leżący Budda

Ten największy w Pegu posąg leżącego Buddy (birm. ရွှေသာလျှောင်းဘုရား /ʃwèθàljáʊɴ pʰəjá/) został przypadkowo odkryty w 1881 r. przez Brytyjczyków w dżungli na zachód od miasta (obecnie już w jego obrębie) podczas poszukiwania laterytu dla powstającej obok linii kolejowej. Prawdopodobnie został on zapomniany i pochłonięty przez dżunglę po zniszczeniu miasta przez Alaungpayę w 1757 r. Posąg odrestaurowano, ale nie udało się ustalić choćby przybliżonej daty jego powstania. Według legendy miał on zostać zbudowany w roku 994 na polecenie króla Miga Depy II. W 1896 r. został zadaszony metalowym pawilonem. W 1930 r. dobudowano pokryte mozaikami „poduszki” pod głową Buddy. Posąg ma obecnie 56 m długości i 18 m wysokości i według niektórych źródeł jest drugim co do wielkości wizerunkiem leżącego Buddy na świecie (największy znajduje się w Tawè).
W sąsiedztwie posągu, od strony północnej znajduje się japoński cmentarz wojenny.

### Maha Kalyani Sima
Salę święceń Maha Kayani Sima (birm. မဟာကလျာဏီသိမ်တော်ကြီး) wybudowano na polecenie króla Dhammazediego, byłego buddyjskiego mnicha, w roku 1476. Z powodu rozluźnienia dyscypliny w klasztorach i licznych schizm w połowie XV w. pod znakiem zapytania stanęła ważność święceń birmańskiego duchowieństwa buddyjskiego. Z tego powodu elementem przeprowadzanej przez Dhammazediego odnowy buddyzmu therawady w królestwie stało się wysłanie na Sri Lankę 22 mnichów, którzy zostali tam ponownie wyświęceni nad rzeką Kalyani nieopodal Kolombo. Po powrocie do Pegu wyświęcali oni kolejnych duchownych trzymając się ściśle zasad ortodoksji. Ponieważ proces ten miał charakter masowy, pojawiła się potrzeba wybudowania specjalnej dużej sali (w języku pali: sima), w której można by przeprowadzać rytuał święceń z udziałem dużej liczby mnichów. Budynek był wielokrotnie niszczony (m.in. po zdobyciu Pegu przez wojska Alaungpayi w 1757 r.) i odbudowywany. Ostatnia odbudowa miała miejsce w 1953 r.
W sąsiedztwie Maha Kalyani Sima znajduje się dziesięć kamiennych słupów z inskrypcjami w językach pali i mon opisującymi historię samego budynku oraz reformy Dhammazediego. Inskrypcje Kalyani są ważnym źródłem historycznym traktowanym jako jedna z kronik birmańskich.

### Pałac Kanbawzathadi

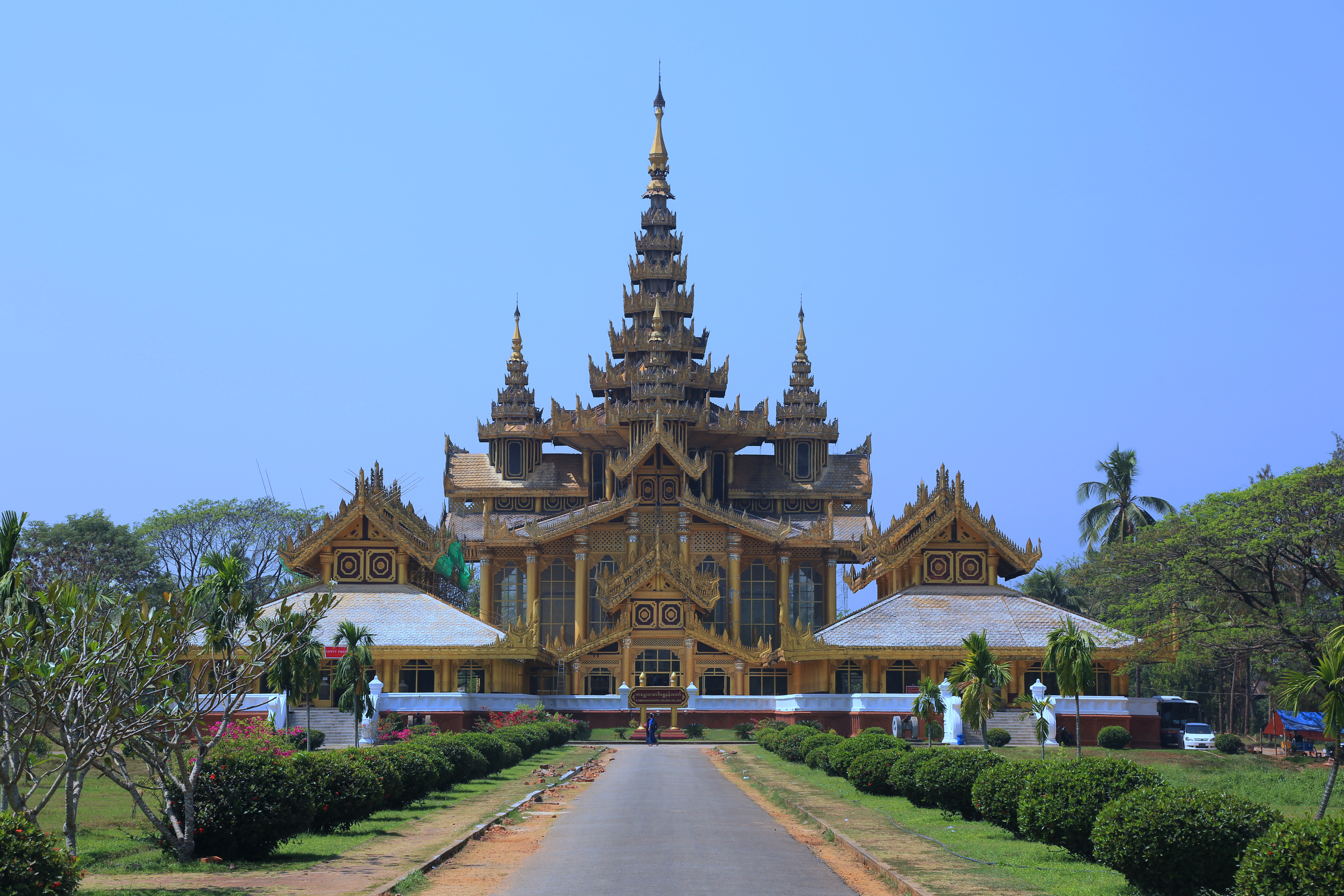
Pałac Kanbawzathadi

Pałac ten (birm. ကမ္ဘောဇသာဒီရွှေနန်းတော် /kàɴbɔ́za̰θədì ʃwè náɴdɔ̀/) jest powstałą na początku lat 90. repliką pałacu wybudowanego dla króla Bayinnaunga w latach 1556–1557 i spalonego podczas rewolty z 1599 r. Oryginalny pałac znajdował się w wydzielonej części miasta bezpośrednio na południe od pagody Szwemodo.
Impulsem do budowy kopii Pałacu było odkrycie na początku lat 90. 176 tekowych słupów zakopanych w ziemi w miejscu mogącym odpowiadać lokalizacji pałacu. Na słupach tych wyryto nazwy różnych miast Dolnej i Górnej Birmy oraz imiona i tytuły dworskich urzędników. Górne ich części nosiły ślady ognia. Nie ma jednak pewności, czy odkryte drewniane słupy są faktycznie pozostałością pałacu Bayinnaunga. Istnieją przesłanki by sądzić, że są to resztki pałacu wybudowanego w 1753 r. dla króla Odrodzonego Królestwa Hanthawaddy Binnya Dali. Co więcej, ponieważ nie zachowały się żadne wizerunki birmańskich pałaców z tego okresu, rekonstruktorzy Kanbawzathadi opierali swoje wizje jedynie na przypuszczeniach.